# Xã Scales Mound, Quận Jo Daviess, Illinois
Xã Scales Mound (tiếng Anh: Scales Mound Township) là một xã thuộc quận Jo Daviess, tiểu bang Illinois, Hoa Kỳ. Năm 2010, dân số của xã này là 622 người.